# Бенковски (Кырджалийская область)
Бенковски (болг. Бенковски) — село в Болгарии. Находится в Кырджалийской области, входит в общину Кирково. Население составляет 2 087 человек.

## Политическая ситуация
В местном кметстве Бенковски, в состав которого входит Бенковски, должность кмета (старосты) исполняет Исмет Халил Халил (Движение за права и свободы (ДПС)) по результатам выборов.
Кмет (мэр) общины Кирково — Шукран Кязим Идриз (Движение за права и свободы (ДПС)) по результатам выборов.